# شركة مرخصة

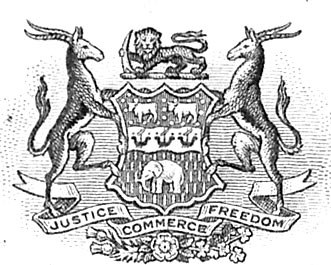
شعار شركة جنوب إفريقيا البريطانية

الشركة المرخصة (بالإنجليزية: chartered company) هي جمعية مكونة من مستثمرين أو مساهمين غرضها التجارة والاستكشاف والاستعمار.

## شركات مرخصة جديرة بالملاحظة وتواريخ إنشائها

### النمسوية
- 1719 Imperial Privileged Oriental Company
- 1722 شركة أوستند
- 1775 شركة الهند الشرقية النمساوية[1]

### شركات مرخصة من قبل تاج إنجلتيرا
- 1407 Company of Merchant Adventurers of London

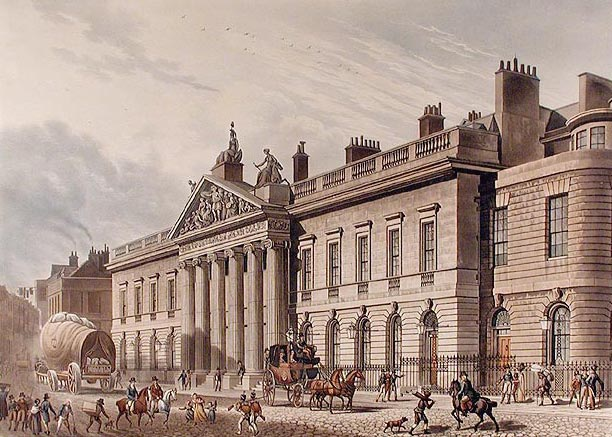
مقر شركة الهند الشرقية البريطانية في لندن

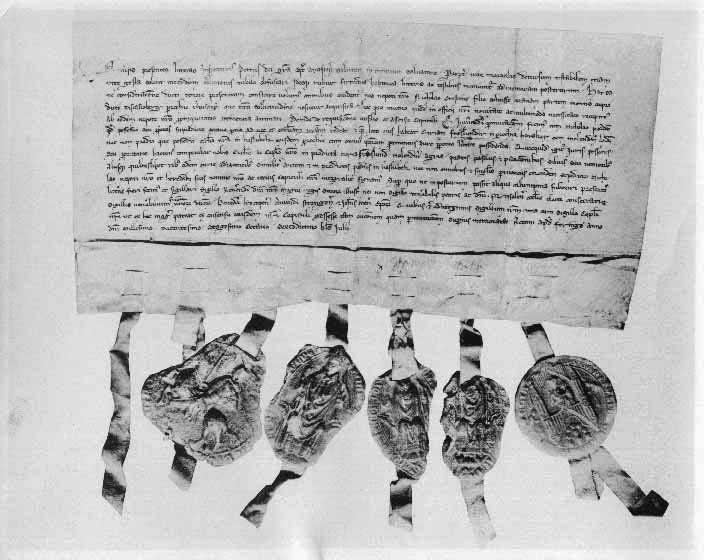
شهادة ثمن أسهم منجم ستورا كوپربرغ ذات تاريخ 16 يونيو 1288

- 1553 Company of Merchant Adventurers to New Lands
- 1555 Muscovy Company
- 1577 Spanish Company
- 1579 Eastland Company
- 1581 شركة المشرق
- 1588 الشركة البربرية
- 1600 شركة الهند الشرقية[note 1]
- 1604 New River Company
- 1605 شركة المشرق[note 2]
- 1606 Virginia Company
- 1606 Plymouth Company
- 1609 French Company
- 1610 London and Bristol Company
- 1616 Somers Isles Company
- 1618 Guinea Company
- 1629 مستعمرة خليج ماساتشوستس
- 1629 Providence Island Company
- 1635 Courteen association
- 1664–1674 Royal West Indian Company
- 1670 شركة خليج هدسون
- 1672 Royal African Company
- 1691 Hollow Sword Blade Company
- 1693 Greenland Company

### شركات مرخصة من قبل تاج بريطانيا
- 1711 شركة البحر الجنوبي
- 1752 African Company of Merchants (abolished 1821)
- 1792 Sierra Leone Company
- 1824 Van Diemen's Land Company
- 1825 شركة نيوزيلندا
- 1835 South Australian Company
- 1840 Fiji Company
- 1847 Eastern Archipelago Company
- 1881 شركة شمال بورنيو المرخصة
- 1886 Royal Niger Company
- 1888 Imperial British East Africa Company
- 1889 شركة جنوب إفريقيا البريطانية

### فرنسا
- 1625 Compagnie de Saint-Christophe
- 1627 Company of One Hundred Associates
- 1664 Compagnie de l'Occident
- 1717 شركة ميسيسيبي (Compagnie du Mississippi)
- 1635 شركة الجزر الأمريكية
- 1660 Compagnie de Chine
- 1664 شركة الهند الشرقية الفرنسية (Compagnie des Indes Orientales)
- 1664 شركة الهند الغربية الفرنسية (Compagnie des Indes occidentales)

### ألمانية
- 1682 براندبورغ ساحل الذهب
- 1752 شركة إمدن
- 1882 German New Guinea Company
- 1884 شركة شرق أفريقيا الألمانية
- 1885 German West African Company
- 1891 Astrolabe Company

### برتغالية
- 1482 Companhia da Guiné
- 1628 شركة الهند الشرقية البرتغالية
- 1888 Companhia de Moçambique
- 1891 Companhia do Niassa

### هولندية
- 1599-1602 Brabantsche Compagnie
- 1602–1799 شركة الهند الشرقية الهولندية
- 1614 New Netherland Company
- 1614–1642 الشركة الشمالية (Nordic Company)
- 1621–1792 شركة الهند الغربية الهولندية
- 1720 مجتمع بربايس
- 1841 Compagnie belge de colonisation (fr)

### روسية
- 1799–1867 Russian-American Company

### إسكنديناوية
- 1347 or earlier Stora Enso
- 1616 شركة الهند الشرقية الدنماركية[note 3]
- 1626–1680 شركة الجنوب السويدية, also called New Sweden Company[note 4]
- 1649–1667 شركة أفريقيا السويدية[note 5]
- 1671 شريكة الدنمركية لجزر الهند الغربية و غينيا
- 1721 Bergen Greenland Company
- 1731–1813 شريكة الهند الشرقية السويدية
- 1749 General Trade Company
- 1774 قسم الإدارة التجارية الملكية بجرينلاند
- 1786–1805 شريكة الهند الغربية السويدية[note 6][2]
- 1738 Swedish Levant Company[note 7][2]

### اسكتلندية
- 1634 Guinea Company of Scotland
- 1698 Company of Scotland

### إسبانية
- 1728–1785 Guipuzcoan Company of Caracas
- 1755-1785 Barcelona Trading Company
- 1785-1814 Royal Company of the Philippines
- Honduras Company
- Seville Company
- Havana Company

1. ↑  Became the largest colonial empire in the 19th century.
2. ↑  Merger of the Turkey company and Venice Company.
3. ↑  Governed الهند الدنماركية from Trankebar.
4. ↑  Created in connection with the Swedish colony السويد الجديدة (Nya Sverige); absorbed by the Dutch; presently in ديلاوير.
5. ↑  On the short-lived ساحل الذهب السويدي.
6. ↑  Created in connection with the colonisation of سان بارتيلمي.
7. ↑  A failed attempt to organise Swedish trade in the eastern Mediterranean region.